# آرامگاه درویش فخرالدین
مقبره درویش فخرالدین مربوط به سدهٔ ۹ ه.ق است و در شهر بابل، منطقه موزیرج واقع شده و این اثر در تاریخ ۲۱ فروردین ۱۳۴۶ با شمارهٔ ثبت ۶۴۱ به‌عنوان یکی از آثار ملی ایران به ثبت رسیده است.

## مشخصات
این بنا تاریخی و بلند در غرب شهر بابل و در شمال جاده اصلی آمل قرار دارد. پلان این بقعه از سه بخش؛ بدنه مدور، منطقه انتقالی هشت ضلعی و بام هشت ضلعی هرمی، شکل گرفته است. تزیینات بخش گیلویی بدنه بقعه عبارت است از تزیینات آجری برجسته و یک ردیف قرنیس سینه کفتری آجری، در میان هر دو قرنیس کاشی فیروزه‌ای رنگ نیم‌دایره کار کرده‌اند. منطقه انتقالی نیز در هر ضلع دارای مربع‌های فرورفته مزین به کاشی است. بام هرمی شکل بنا از نوع دوپوش و پوشش داخلی بام گنبدی مدور است. در صحن بنا صندوق چوبی منبت قرار دارد و کتیبه‌های آن در ضلع شرقی، جنوبی و غربی مشتمل بر آیةالکرسی و صلوات کبیر است و کتیبهٔ جهت شمالی معرف نام متوفی، خادم و سازنده صندوق بدین شرح است:
عمل استاد فخرالدین بن علی بن استاد نجار آملی المعروف رازی بامتثال درویش شمس‌الدین ولایت رحل سلطان المحققین مفخرالفقرا الصالحین درویش فخر دین حاجی طاب ثرا و جعل الجنة مثواه بن حسن حاجی فی تاریخ سنه ثلاث و ثلاثین و ثمانمائه الهجریه النبوی الکاتب الفقرا الحقیر خادم الفقرا و الصلحا الضعیف نظام بن علی جوبکلاه الطبری